# عروس باد
عروس باد (آلمانی: Die Windsbraut) یا توفان (به انگلیسی: The Tempest) خودنگاره‌ای از اسکار کوکوشکا هنرمند اتریشی است که بین سال‌های ۱۹۱۳–۱۹۱۴ کشیده شد و مشهورترین اثرش به‌شمار می‌رود.

## نقد اثر
پیکره‌هایی که در نقاشی عروس باد حضور دارند، به شیوه‌ای اکسپرسیونیستی تصویر شده‌اند. این تابلو، خودنگارهٔ کوکوشکا و معشوقش آلما مالر، بیوهٔ بدنام و زیبای آهنگساز مشهور اتریشی، گوستاو مالر(۱۹۱۱–۱۸۶۰)، است. پیش از سال ۱۹۱۴، رابطهٔ هوس آلود آن‌ها همواره در تهدید بود و بالاخره سال بعد به پایان رسید. تابلوی عروس باد، پریشانی هنرمند را به‌طور بصری گردآورده است و به نمایش می‌گذارد. کوکوشکا در اصل می‌خواست این مسئلهٔ دشوار و گیج‌کنندهٔ شخصی را در هیئت تریستان و ایزولد، بر اساس اپرایی از واگنر دربارهٔ عاشق پیشگانی که سرنوشتی تراژیک داشتند، مخفی کند. عنوان نهایی تابلو از سروده‌های جرج تراکل (۱۹۱۴–۱۸۸۷) گرفته شد؛ یک شاعر قانون گریز افسردهٔ اهل وین که آثاری وحشت‌آور و کابوس وار می‌سرود. کوکوشکا اضطراب خود را از طریق ضرب قلم‌های درشت و خشن و ترکیب‌بندیهای بی تاب و چرخان بیان می‌نماید. فارغ از این آشفتگی، مالر درون تابلو با آرامش خوابیده، در حالی که کوکوشکا به صورت بی قراری در اضطراب است و پیکرش به یک جسد پوست کنده تبدیل شده و دستانش به طرزی گروتسک وار، پیچ دار به تصویر کشیده شده‌است. این زوج در یک خوابگاه شناور هیولا وار صدف مانند، در چشم‌اندازی بی حفاظ، مهار نشدنی و تحت نفوذ نیروهای کیهانی، چنان‌که گویی تحت تأثیر نیروی جاذبهٔ گرانشی یک ماه دور قرار دارند، در آغوش هم فرو رفته‌اند. به نظر می‌رسد این نیروی ناشی ازماه را، یک سائق جنسی فرویدی القا می‌کند، چرا که ماه به صورت یک لولهٔ مهبل مانند تصویر شده که توسط قله‌های قضیب مانندی احاطه شده‌است. گویی این محیط عجیب، مایع و غیرواقعی است و تابلو به یک مرداب از رنگ تبدیل شده‌است.